# Črni tulipan
Črni tulipan je zgodovinski roman, ki ga je napisal Alexandre Dumas. Prvič je bil objavljen leta 1850.

## Vsebina
Zgodba opisuje dramatično obdobje nizozemske zgodovine leta 1672. 
Brata de Witt sta načrtovala republiko in prekinitev dednega nasledstva princa Viljema Oranskega. Princ in njegovi pristaši so proti njima naščuvali ljudstvo, da ju je kruto umorilo. Pomembno listino sta pred tem shranila pri svojem stricu Corneliusu van Baerleju. 
Bogati doktor Cornelius van Baerle je živel v Dordrechtu in se ukvarjal z gojenjem tulipanov. Uspelo mu je vzgojiti črni tulipan. Imel pa je zelo zavistnega in hudobnega soseda Izaka Bokstela, prav tako vrtnarja, ki je stalno oprezal za njim. Svoje delo je povsem zanemaril, ugotovil je, da je van Baerleju uspelo vzgojiti črni tulipan. Na vse načine je mu ga je poizkušal ukrasti, saj je bila za tistega, ki bi mu uspelo vzgojiti črni tulipan, razpisana visoka nagrada haarlemskega vrtnarskega društva. 
Budnemu očesu zavistnega Bokstela ni ušel trenutek, ko je van Baerle sprejel pismo. Bokstel je uganil, da gre za politično vsebino in je v ugodnem trenutku zatožil gojitelja tulipanov oblasti, ki ga je takoj zaprla. Uspelo mu je vzeti s seboj največji zaklad − sadike črnega tulipana. V zaporu je spoznal lepo, pametno in dobro ječarjevo hčer Rozo. Med njima se je stkala zaupljiva in spoštljiva ljubezenska vez. 
Van Baerle je bil obsojen na smrt, vendar ga je princ Viljem Oranski pomilostil na dosmrtno ječo. Zavistni sosed je van Baerleju sledil v zapor in z različnimi zvijačami skušal priti do sadik črnega tulipana. To mu je uspelo tik preden je Roza odnesla cvetlico predsedniku vrtnarskega društva. Ukradel je črni tulipan in komisijo prepričal, da ga je on vzgojil. Rozi je uspelo dokazati resnico in s tem tudi dokazati van Baerlejevo nedolžnost. Spletkarskega zavistneža Bokstela je zadela kap ob spoznanju, da je bil ves njegov zlobni trud zaman. Van Baerle in Roza sta srečno živela in gojila tulipane.